# David Hidalgo
David Kent Hidalgo (Los Angeles, 6 oktober 1954) is een Amerikaanse rockzanger en multi-instrumentalist, die bekend werd als lid van Los Lobos. Hidalgo beheerst naast de accordeon een veelheid van snaarinstrumenten, waaronder gitaar, basgitaar, mandoline, viool en banjo.

## Biografie
In 1973 behoorde Hidalgo tot de oprichters van Los Lobos, waarvoor hij samen met Louie Pérez de meeste songs schreef. Verder nam hij ook deel als gastmuzikant op albums van andere artiesten als Dave Alvin, Buckwheat Zydeco, Paul Burlison, T-Bone Burnett, Peter Case, Toni Childs, Marc Cohn, Ry Cooder, Elvis Costello, Crowded House, The Fabulous Thunderbirds, John Lee Hooker, Rickie Lee Jones, Leo Kottke, Roy Orbison, Dolly Parton, Pierce Pettis, Bonnie Raitt, Paul Simon, Taj Mahal, Suzanne Vega, Bob Dylan en Tom Waits.
Voor het filmdrama Promised Land stuurde hij in 1987 de song Will the Wolf Survive bij. Voor Dennis Hoppers filmdrama Colors met Sean Penn en Robert Duvall uit 1988 schreef hij de song One Time, One Night. De songs Manifold De Amour, Forever Night Shade Mary en Chinese Surprize voor de actiefilm Desperado uit 1995 met Antonio Banderas en Salma Hayek komen ook uit de pen van Hidalgo. Voor de roadmovie The Mexican met Brad Pitt en Julia Roberts uit 2001 schreef hij de droevige song La pistola y el corazón. Voor de filmkomedie Meet the Fockers uit ontstond in 2004 de song Guerrillero. Flor de huevo (Son locos) heet de song, die hij bijstuurde voor de animatiefilm Despicable Me 2 uit 2013.
In 1998 nam Hidalgo samen met Martin Simpson, Viji Krishnan en Puvalur Srinivasan het folkalbum Kambara Music in Native Tongues op en samen met de Los Lobos-collega César Rosas en vijf verdere muzikanten formeerde hij de Mexicaanse folkband Los Super Seven, waarmee hij twee albums opnam.
David Hidalgo speelde gitaar bij Eric Claptons Crossroads Guitar Festival, een eer die alleen de meest getalenteerde muzikanten ten deel viel. Hij werd begeleid door Booker T. & the M.G.'s.

## Discografie
- 2001: Los Super Seven, Canto (Columbia Records/Legacy Recordings)
- 2010: David Hidalgo & Louie Pérez, The Long Goodbye (Gonzolandia)

- Bibsys: 7045172
- Bibliothèque nationale de France: cb14047439c (data)
- Gemeinsame Normdatei: 134581245
- International Standard Name Identifier: 0000 0001 1240 2216
- Library of Congress Control Number: no2003040839
- MusicBrainz: 642dc9b3-36a6-4992-9ceb-fbe266bcbf9a
- Système universitaire de documentation: 157333086
- Virtual International Authority File: 17558161
- WorldCat: E39PBJyxc6DTyK9yhTF4qJtkDq